# 1992 UE3
1992 UE3 är en asteroid i huvudbältet som upptäcktes den 22 oktober 1992 av de båda japanska astronomerna Seiji Ueda och Hiroshi Kaneda i Kushiro.
Den tillhör asteroidgruppen Koronis.